# NGC 3835
NGC 3835 (również PGC 36493 lub UGC 6703) – galaktyka spiralna (Sab), znajdująca się w gwiazdozbiorze Wielkiej Niedźwiedzicy. Odkrył ją John Herschel 14 kwietnia 1831 roku. Należy do galaktyk Seyferta typu 2.